# Ptychodon
Ptychodon är ett släkte av snäckor. Ptychodon ingår i familjen Charopidae.
Kladogram enligt Catalogue of Life:
| Ptychodon | \| \| Ptychodon blacki \| \| \| \| \| \| Ptychodon leiodon \| \| \| \| \| \| Ptychodon protoleoidon \| \| \| \| \| \| Ptychodon roscoei \| \| \| \| |
|           | \| \| Ptychodon blacki \| \| \| \| \| \| Ptychodon leiodon \| \| \| \| \| \| Ptychodon protoleoidon \| \| \| \| \| \| Ptychodon roscoei \| \| \| \| |
|           | Ptychodon blacki |
|           | |
|           | Ptychodon leiodon |
|           | |
|           | Ptychodon protoleoidon |
|           | |
|           | Ptychodon roscoei |
|           | |